# Српски глас
Српски глас је штампани лист на српском језику који излази у Аустралији и намијењен је српској дијаспори која живи тамо. Лист излази на ћириличном писму. Основан је 19. марта 1991. године. Оснивач листа је Ђорђе Маринковић. Значајнији уредници листа од његовог оснивања до данас били су Раде Берак, Дејан Вељовић, Слободан Грба, Милан Ниновић и други.
Међу значајнијим сарадницима Српског гласа спадају и књижевници Петар Пјешивац(Аустралија), Жељко Продановић (Нови Зеланд) и Зоран Влашковић(Косово и Метохија)

Лист има редакције у Београду и у Аустралији.